# Сент-Вінсент (Міннесота)
Сент-Вінсент (англ. St. Vincent) — місто (англ. city) в США, в окрузі Кіттсон штату Міннесота. Населення — 57 осіб (2020).

## Географія
Сент-Вінсент розташований за координатами 48°58′9″ пн. ш. 97°13′35″ зх. д. / 48.96917° пн. ш. 97.22639° зх. д. (48.969125, -97.226337).  За даними Бюро перепису населення США в 2010 році місто мало площу 2,98 км², з яких 2,81 км² — суходіл та 0,17 км² — водойми. В 2017 році площа становила 2,80 км², з яких 2,66 км² — суходіл та 0,14 км² — водойми.

## Демографія
Згідно з переписом 2010 року, у місті мешкали 64 особи в 29 домогосподарствах у складі 18 родин. Густота населення становила 21 особа/км².  Було 40 помешкань (13/км²).
Расовий склад населення:
| - 98,4 % — білих - 1,6 % — корінних американців |

До двох чи більше рас належало 0,0 %. Частка іспаномовних становила 6,3 % від усіх жителів.
За віковим діапазоном населення розподілялося таким чином: 18,7 % — особи молодші 18 років, 51,6 % — особи у віці 18—64 років, 29,7 % — особи у віці 65 років та старші. Медіана віку мешканця становила 49,0 року. На 100 осіб жіночої статі у місті припадало 120,7 чоловіків;  на 100 жінок у віці від 18 років та старших — 126,1 чоловіків також старших 18 років.
За межею бідності перебувало 14,3 % осіб, у тому числі 0,0 % дітей у віці до 18 років та 14,3 % осіб у віці 65 років та старших.
Цивільне працевлаштоване населення становило 16 осіб. Основні галузі зайнятості: публічна адміністрація — 31,3 %, виробництво — 31,3 %, транспорт — 12,5 %, будівництво — 12,5 %.